# Nicsara dehaani
Nicsara dehaani är en insektsart som beskrevs av Heinrich Hugo Karny 1920. Nicsara dehaani ingår i släktet Nicsara och familjen vårtbitare. Inga underarter finns listade i Catalogue of Life.